# Walton Goggins
Walton Sanders Goggins Jr. (Birmingham, Alabama, 10 de noviembre de 1971) es un actor estadounidense, principalmente conocido por su papel protagonista en la serie original de FX Networks The Shield, interpretando al detective Shane Vendrell y como el renegado Chris Mannix en la película de Quentin Tarantino The Hateful Eight (2015).

## Biografía
Goggins nació en Alabama y se crio en Lithia Springs, Georgia, donde su abuela regentaba la oficina de correos local. Cuando tenía diez años, Goggins y su madre fueron los campeones estatales de baile con zuecos. Cuando B. B. King estuvo de gira, Goggins y su madre abrieron un concierto para él en la prisión del condado de Fulton, en Atlanta.
Fue productor del cortometraje de 2001 The Accountant, el cual consiguió un Óscar al mejor corto de acción en vivo y, aunque no estaba oficialmente apuntado como ganador, subió al escenario durante la ceremonia de entrega a recoger el premio junto con Ray McKinnon y Lisa Blount.

## Filmografía

### Cine
| Año  | Título                           | Rol                          | Notas                           |
| ---- | -------------------------------- | ---------------------------- | ------------------------------- |
| 1992 | Mr. Saturday Night               | Joven inquieto               | Sin acreditar                   |
| 1992 | Forever Young                    | Policía Militar              |                                 |
| 1994 | The Next Karate Kid              | Charlie                      |                                 |
| 1997 | The Apostle                      | Sam                          |                                 |
| 1997 | Switchback                       | Bud                          |                                 |
| 1998 | Major League: Back to the Minors | Billy 'Downtown' Anderson    |                                 |
| 1999 | Wayward Son                      | Dueño de plantación          |                                 |
| 2000 | Red Dirt                         | Lee Todd                     |                                 |
| 2000 | Shanghai Noon                    | Wallace                      |                                 |
| 2000 | The Crow: Salvation              | Detective Stan Roberts       |                                 |
| 2001 | The Accountant                   | Tommy O'Dell                 | Cortometraje; coproductor       |
| 2001 | Daddy and Them                   | Tommy Christian              |                                 |
| 2001 | Joy Ride                         | Policía                      | Sin acreditar                   |
| 2002 | The Bourne Identity              | Técnico de investigación     |                                 |
| 2003 | House of 1000 Corpses            | Steve Naish                  |                                 |
| 2003 | Apple Jack                       | Moe Danyou                   | Cortometraje                    |
| 2004 | Chrystal                         | Larry                        | También productor               |
| 2005 | The World's Fastest Indian       | Marty                        |                                 |
| 2006 | The Architect                    | Joe                          |                                 |
| 2007 | Randy and the Mob                | Tino Armani                  | También productor               |
| 2008 | Winged Creatures                 | Zack                         |                                 |
| 2008 | Miracle at St. Anna              | Capitán Nokes                |                                 |
| 2009 | That Evening Sun                 | Paul Meecham                 | También productor               |
| 2009 | Damage                           | Reno Paulsait                |                                 |
| 2010 | Predators                        | Stans                        |                                 |
| 2011 | Cowboys & Aliens                 | Hunt                         |                                 |
| 2011 | Straw Dogs                       | Daniel Niles                 |                                 |
| 2012 | Lincoln                          | Clay Hawkins                 |                                 |
| 2012 | Django Unchained                 | Billy Crash                  |                                 |
| 2013 | Officer Down                     | Detective Nick Logue / Angel |                                 |
| 2013 | G.I. Joe: Retaliation            | Guardia Nigel James          |                                 |
| 2013 | Machete Kills                    | El Camaleón 1                |                                 |
| 2015 | Mojave                           | Jim                          |                                 |
| 2015 | American Ultra                   | Laugher                      |                                 |
| 2015 | Diablo                           | Ezra                         |                                 |
| 2015 | The Hateful Eight                | Capitán Chris Mannix         |                                 |
| 2017 | Three Christs                    | Leon                         |                                 |
| 2018 | Maze Runner: The Death Cure      | Lawrence                     |                                 |
| 2018 | Tomb Raider                      | Mathias Vogel                |                                 |
| 2018 | Ant-Man and the Wasp             | Sonny Burch                  |                                 |
| 2019 | Them That Follow                 | Lemuel                       |                                 |
| 2019 | Once Upon a Time in Hollywood    | Old Chattanooga Beer         | Cameo de voz; versión extendida |
| 2020 | Words on Bathroom Walls          | Paul                         |                                 |
| 2020 | Fatman                           | Hombre delgado               |                                 |
| 2021 | Spirit Untamed                   | Hendricks                    | Voz                             |
| 2022 | Dreamin' Wild                    | Joe                          |                                 |
| 2024 | The Uninvited                    | Sammy                        |                                 |
| TBA  | Queen of the Ring                | Jack Pfefer                  | Postproducción                  |

### Televisión
| Año           | Título                                                             | Rol                                                                     | Notas                                    |
| ------------- | ------------------------------------------------------------------ | ----------------------------------------------------------------------- | ---------------------------------------- |
| 1989–1992     | In the Heat of the Night                                           | Jugador de fútbol americano / Darrell / Robbie Jeffries / Garth Warkins | 4 episodios                              |
| 1990          | Murder in Mississippi                                              | Lyle                                                                    | Película para televisión                 |
| 1992          | Beverly Hills, 90210                                               | Mike Muchin                                                             | Episodio: "The Pit and the Pendulum"     |
| 1992          | Stay the Night                                                     | Wayne Seagrove                                                          | Película para televisión                 |
| 1993          | I'll Fly Away                                                      | Langley                                                                 | Episodio: "What's in a Name?"            |
| 1993          | Queen                                                              | Joven #1                                                                | Episodio: "Part I"                       |
| 1993          | Renegade                                                           | Lance McBride                                                           | Episodio: "Wheel Man"                    |
| 1995          | JAG                                                                | Oficial de comunicaciones                                               | Episodio: "Desert Son"                   |
| 1996          | High Tide                                                          | Tipo malo / Cazador de tesoros                                          | Episodio: "A Three Hour Tour"            |
| 1996          | Pacific Blue                                                       | Harv                                                                    | Episodio: "Captive Audience"             |
| 1996          | Humanoids from the Deep                                            | Rod                                                                     | Película para televisión                 |
| 1996          | The Sentinel                                                       | Mick                                                                    | Episodio: "True Crime"                   |
| 1996          | The Cherokee Kid                                                   | Jim Bob / Carver Gang                                                   | Película para televisión                 |
| 1998          | NYPD Blue                                                          | Terry                                                                   | Episodio: "Honeymoon at Viagra Falls"    |
| 2000          | Beyond the Prairie: The True Story of Laura Ingalls Wilder         | Almanzo Wilder                                                          | Película para televisión                 |
| 2001          | Murder, She Wrote: The Last Free Man                               | Billy Weber                                                             | Película para televisión                 |
| 2002          | Beyond the Prairie, Part 2: The True Story of Laura Ingalls Wilder | Almanzo Wilder                                                          | Película para televisión                 |
| 2002–2008     | The Shield                                                         | Det. Shane Vendrell                                                     | 88 episodios                             |
| 2004          | Hawaii                                                             | Agente Davis                                                            | Episodio: "Lost and Found"               |
| 2007          | CSI: Crime Scene Investigation                                     | Marlon Frost                                                            | Episodio: "Empty Eyes"                   |
| 2009          | Criminal Minds                                                     | John Cooley                                                             | Episodio: "Demonology"                   |
| 2009          | CSI: Miami                                                         | Sean Echols                                                             | Episodio: "Dissolved"                    |
| 2010–2015     | Justified                                                          | Boyd Crowder                                                            | 74 episodios                             |
| 2012          | Unsupervised                                                       | Bruce Lindsay (voz)                                                     | Episodio: "The Magic of Science"         |
| 2012–2014     | Sons of Anarchy                                                    | Venus Van Dam                                                           | 6 episodios                              |
| 2014          | Community                                                          | Sr. Stone                                                               | Episodio: "Cooperative Polygraphy"       |
| 2016–2017     | Vice Principals                                                    | Lee Russell                                                             | 18 episodios                             |
| 2017          | American Dad!                                                      | Enoch (voz)                                                             | Episodio: "A Nice Night for a Drive"     |
| 2017–2018     | Six                                                                | Richard 'Rip' Taggart                                                   | 11 episodios                             |
| 2018          | The Big Bang Theory                                                | Oliver                                                                  | Episodio: "The Separation Triangulation" |
| 2019          | Deep State                                                         | Nathan Miller                                                           | 8 episodios; también productor ejecutivo |
| 2019–2020     | The Unicorn                                                        | Wade Felton                                                             | 31 episodios; también productor          |
| 2019–presente | The Righteous Gemstones                                            | Baby Billy Freeman                                                      | 18 episodios                             |
| 2021          | Squidbillies                                                       | Bubba (voz)                                                             | Episodio: "Let'er R.I.P."                |
| 2021–presente | Invincible                                                         | Cecil Stedman (voz)                                                     | 15 episodios                             |
| 2022          | The Last Days of Ptolemy Grey                                      | Dr. Rubin                                                               | 5 episodios                              |
| 2022–2023     | George & Tammy                                                     | Earl 'Peanutt' Montgomery                                               | 6 episodios                              |
| 2023          | I'm a Virgo                                                        | Jay Whittle / El Héroe                                                  | 5 episodios                              |
| 2023          | Justified: City Primeval                                           | Boyd Crowder                                                            | Episodio: "The Question"                 |
| 2024–presente | Fallout                                                            | The Ghoul / Cooper Howard                                               | 8 episodios                              |
| 2025          | The White Lotus                                                    |                                                                         |                                          |

### Videojuegos
| Año  | Título                                  | Rol de voz          |
| ---- | --------------------------------------- | ------------------- |
| 1995 | Wing Commander IV: The Price of Freedom | Piloto              |
| 2007 | The Shield                              | Det. Shane Vendrell |
| 2017 | Prey                                    | Aaron Ingram        |

## Vida personal
En una entrevista tras las cámaras de la serie The Shield, Walton Goggins reconoce que cuando se mete en su personaje del detective Shane Vendrell se transforma en él para el resto del día. Se siente reflejado y simpatiza con los puntos fuertes y flacos del personaje.